# Замок Еребру
Замок Еребру (швед. Örebro slott) — розміщений на острові Сварт у місті Еребру, Швеція. Замок Еребру повністю займає площу всього острова. Будівництво замку закінчилося до середини XIV століття під проводом, швидше за все, короля Магнуса Еріксона, але достеменно невідомо коли будівництво почалося і який насправді вік цього замку. З 1935 року замок Еребру був оголошений національним пам'ятником.

## Історія
Перша згадка про замок Еребру як королівський маєток була датована 1347 роком, раніше про нього нічого достеменно невідомо. З 1360-х років є згадки про королівський палац в Еребру, деякі вважають, що це і є замок. Гранітні стіни заввишки сім метрів увінчані деревиною із західного боку, характеризують споруду початку XIII століття, проте немає, ні археологічних доказів, ні письмового документа, які б свідчили, що це нащадок більш ранньої споруди того часу.
За своє існування замок Еребру не раз піддавався нападу і не раз поміняв власників. Герцог Карл успадкував замок Еребру в 1573 році відразу ж почав реконструкцію замку. Після своєї подорожі до Франції, він запланував переробити замок в стилі Ренесанс. Його добудували навколо квадратного двору, кутові башти побудували для стрільби. Після смерті короля Карла в 1625 році, вдова королева Христина, завершила реконструкції, але замок до того часу втратив своє стратегічне значення. А королівська сім'я все рідше і рідше гостювала в цих позначках. Замок Еребру прийшов в занепад.
На початку XVIII століття одна з веж зруйнувалась, і руйнування тривали далі. Але в 1750 році було прийнято рішення про реконструкцію замку. Креслення підготував архітектор зі Стокгольма Карл Херлеман. Замок придбав стиль класицизму. З 1764 року використовувався як урядова установа, став місцем проживання губернатора міста Еребру.
З 1856 року Замок Еребру став сховищем значної колекції Краєзнавчого музею Еребру. Сьогодні Замок Еребру відкритий для громадськості, в ньому можна відвідати виставки, ресторан або кафе, і провести урочистий захід або конференцію. Відкриті для відвідування: зал, що знаходяться на четвертому поверсі південного крила, збройова на четвертому поверсі недалеко від залу, церковний зал, що знаходилися на четвертому поверсі південно-східної вежі, Енгельбрехт кімната, а так само губернаторська резиденція. Також тут є 16 готельних номерів, бенкетні і конференц — зали. У замку Еребру проводяться тематичні екскурсії, театралізовані шоу, дитячі свята та групові тури різноманітного спрямування.

## Архітектура
Замок Еребру займає весь острів і має форму чотирикутника розміром 48 х 27 метрів, з круглими вежами по кутах. Висота веж близько 30 метрів, вони з'єднані валами двометрової товщини. З північного боку замку збереглася частина розібраного в XVIII столітті семиметрового муру. Замок і місто з'єднуються кам'яним мостом.

## Галерея

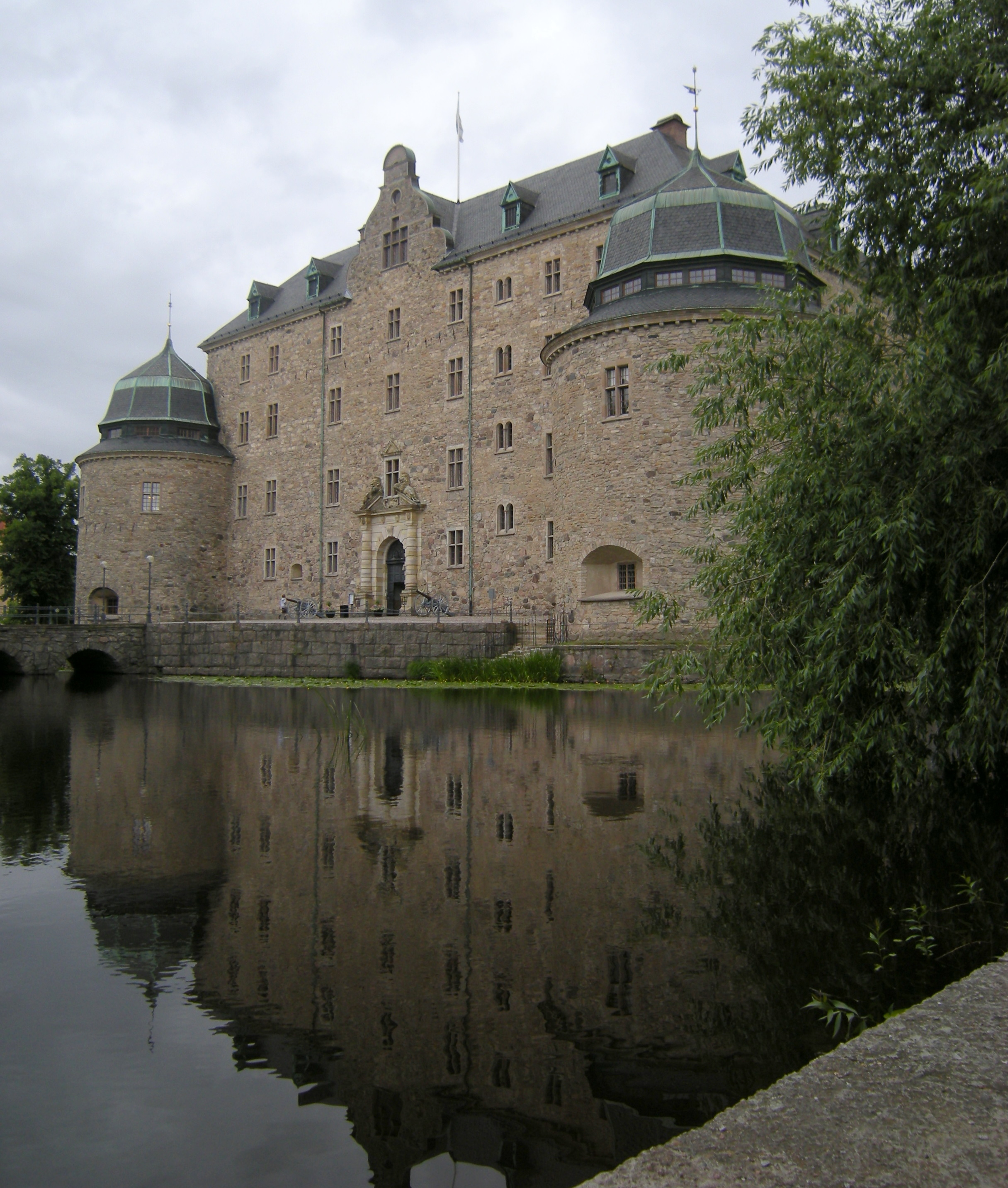
Основний вхід до замку
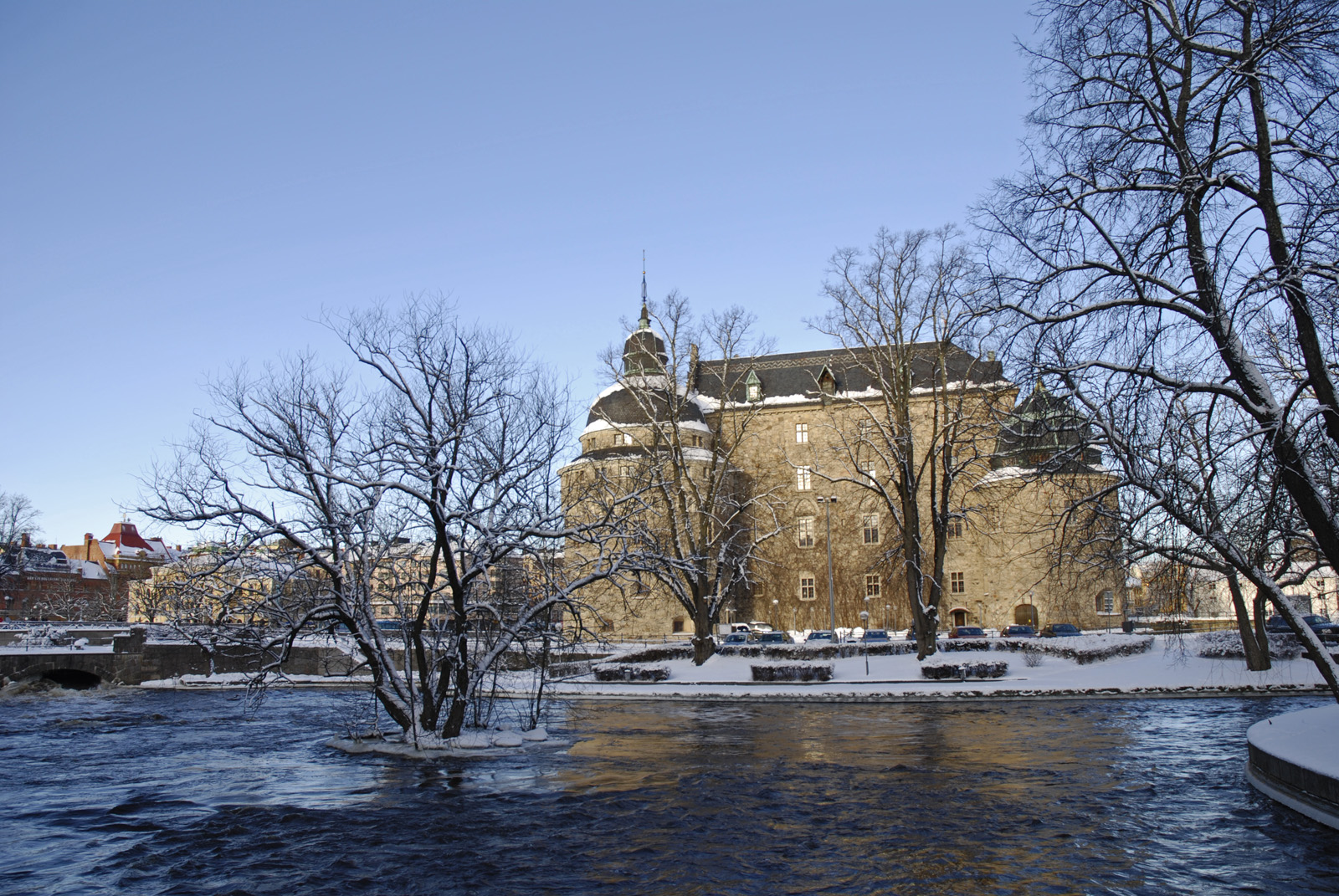
Вид на замок з південно-сходу
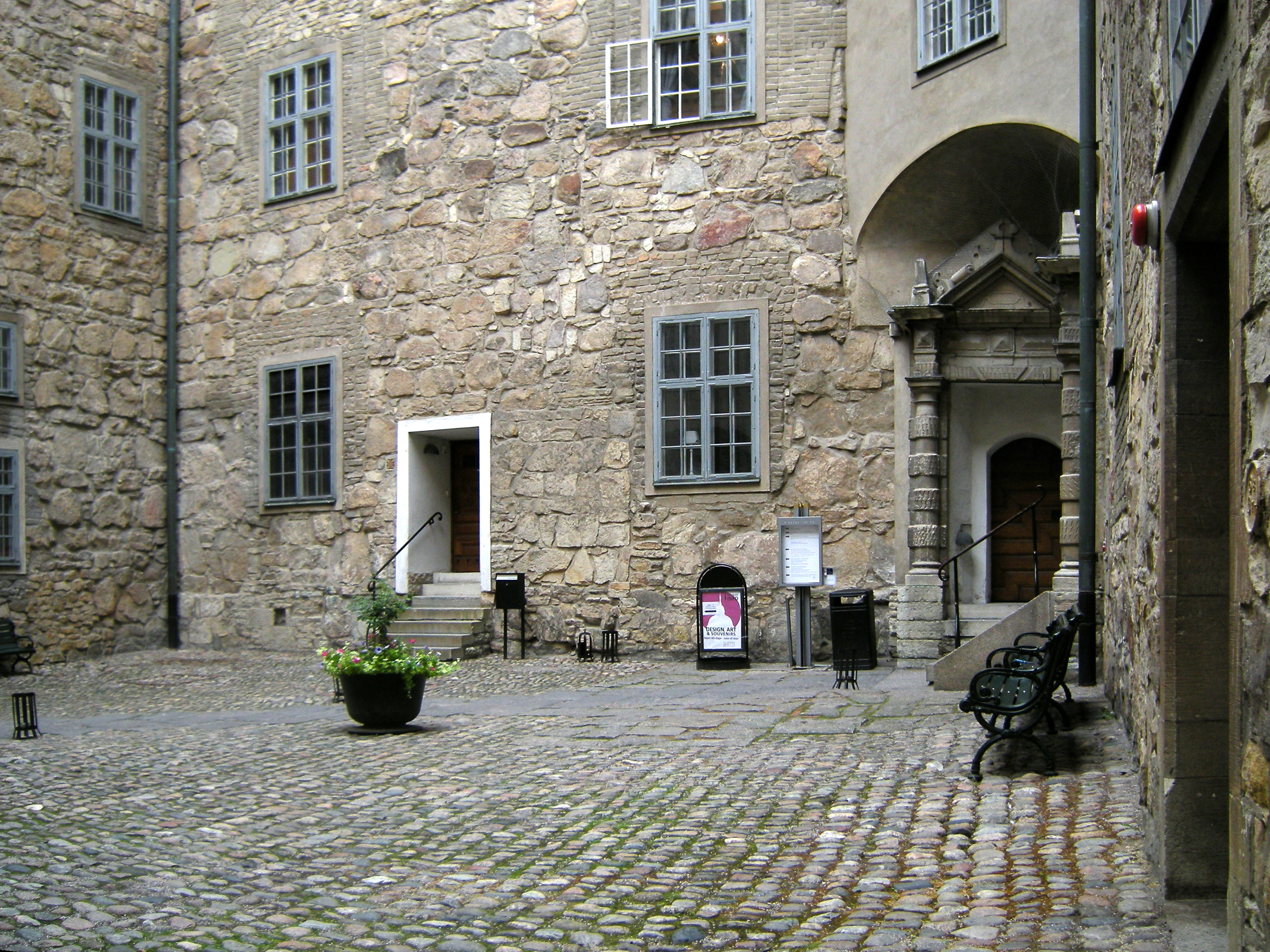
Двір замку
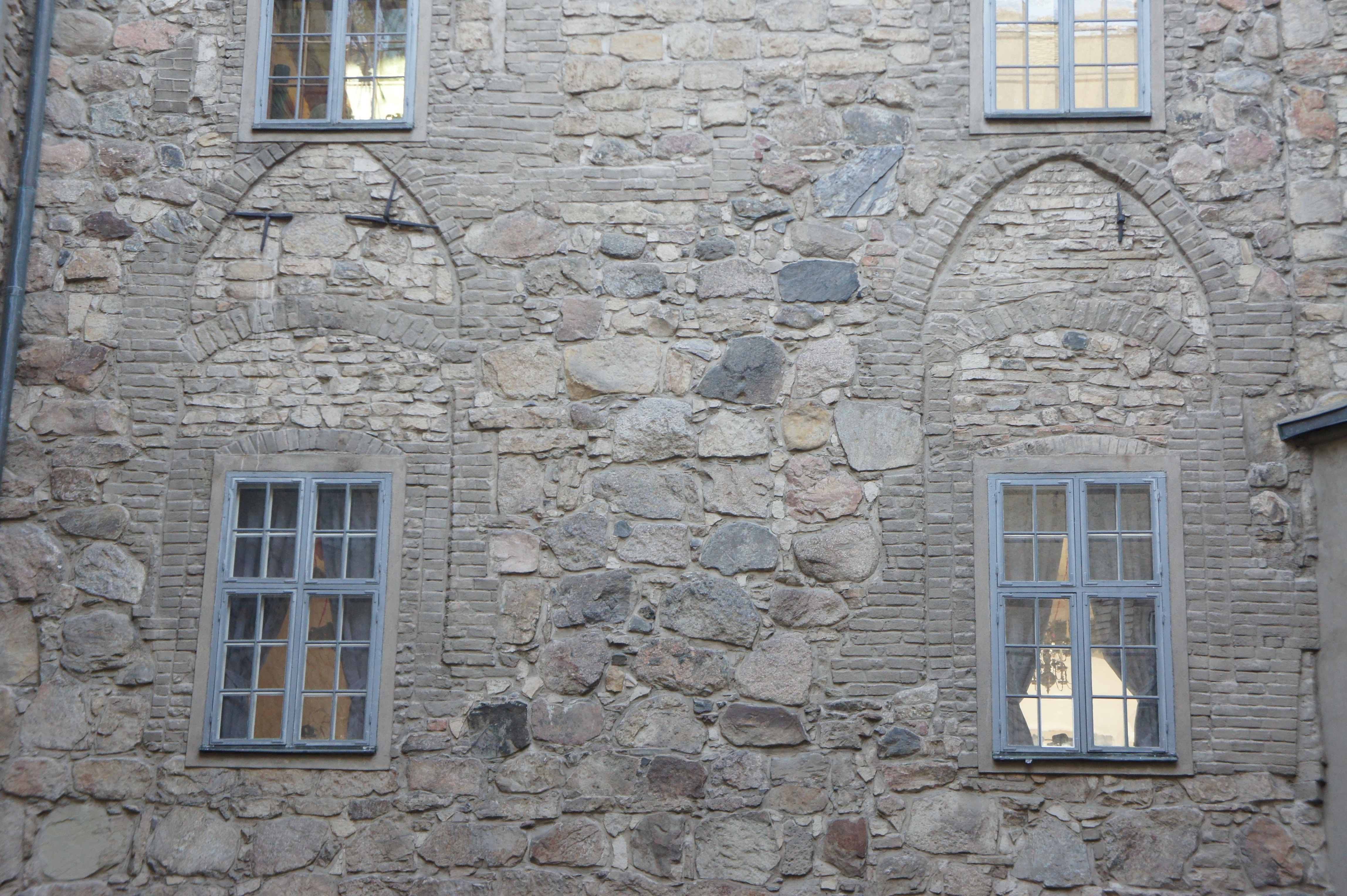
Залишки середньовічної готичної арки вікон виявлені у 1958-му
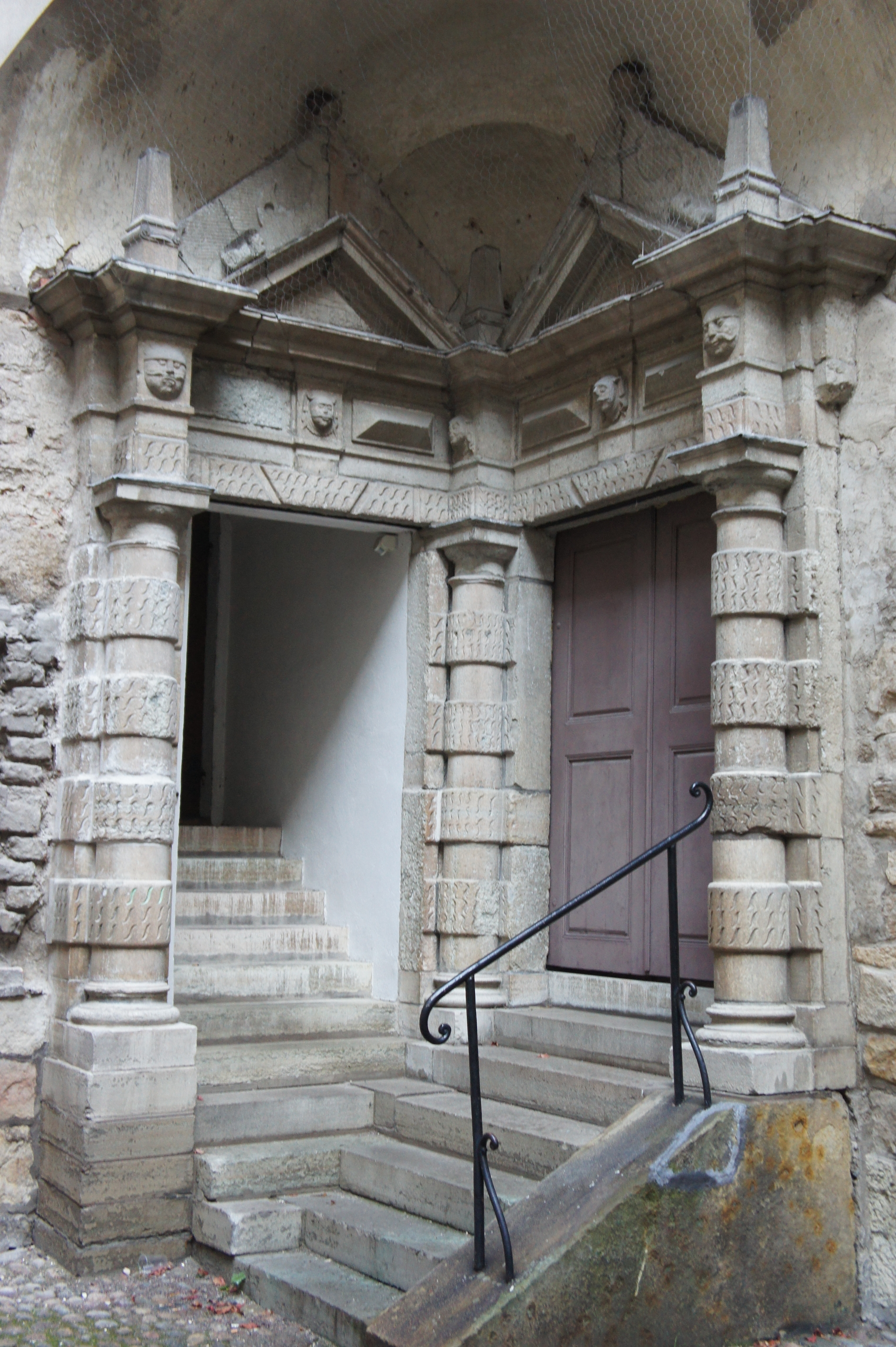
Старий головний вхід у підвал, часів Карла IX